# Heiko Meyer
Heiko Meyer, född den 2 december 1976 i Dresden, är en tysk simhoppare.
Han tog OS-brons i synkroniserade höga hopp i samband med de olympiska simhoppstävlingarna 2000 i Sydney.